# Juwi
Die Juwi GmbH ist ein Projektentwicklungsunternehmen für Anlagen der Energieversorgung aus erneuerbaren Energiequellen mit Sitz im rheinland-pfälzischen Wörrstadt. Das Unternehmen ist eine 100%ige Tochter der MVV Energie AG.

## Unternehmensprofil

### Geschichte
Gegründet wurde Juwi 1996. Der Name Juwi ist ein Akronym aus den Anfangsbuchstaben der Nachnamen der Firmengründer Fred Jung und Matthias Willenbacher. Seit Ende 2014 gehört Juwi zur Mannheimer MVV Energie AG, einer der größten kommunalen Energieversorger Deutschlands. Am 1. April 2015 zog sich Matthias Willenbacher aus dem operativen Geschäft zurück, Fred Jung wechselte zum 1. Juli 2016 in den Aufsichtsrat. Am 6. Juli 2022 vereinten Juwi und die MVV-Tochter Windwärts ihre Kräfte in einem gemeinsamen Unternehmen. Dieses firmiert unter dem Markennamen Juwi. Mit dem damit einhergehenden neuen Markenauftritt erfolgte auch der Rechtsformwechsel von AG auf GmbH. Die Geschäftsführung besteht aus Stephan Hansen und Christian Arnold und wird ab dem 1. Oktober 2025 durch den neuen Vorsitzenden Jost Backhaus ergänzt.  
Das Unternehmen bietet Projektentwicklung sowie weitere Dienstleistungen rund um Planung, Bau und Betriebsführung erneuerbarer Energieanlagen an. Zu den Geschäftsfeldern zählen vor allem Projekte mit Wind- und Solarenergie sowie Hybridsysteme mit Speichern für industrielle Anwendungen.
Neben dem Firmensitz in Wörrstadt hat Juwi in Deutschland weitere Standorte in:
- Hannover
- Melle bei Osnabrück
- Brandis
- Ansbach bei Nürnberg
- Bochum
- Stuttgart

Weltweit beschäftigt das Unternehmen mehr als 1.000 Mitarbeiter und ist auf allen Kontinenten mit Projekten präsent. Niederlassungen gibt es neben Deutschland in Italien, Griechenland, Südafrika, in den USA, Japan, Australien, Indien sowie auf den Philippinen, in Thailand und Singapur.
Die beiden Unternehmensgründer wurden im September 2009 in der Kategorie „Nachhaltigkeit“ mit dem Clean Tech Media Award für die Firmenzentrale in Wörrstadt und im Oktober 2009 als Entrepreneur des Jahres ausgezeichnet. Außerdem sind sie im Dezember 2009 als „Greentech Manager des Jahres 2009“ von der Wirtschaftszeitschrift Capital geehrt worden.
2010 hatte Juwi erstmals mehr Umsatz im Ausland als in Deutschland erwirtschaftet. Dies soll u. a. durch große Freiflächen-Photovoltaikanlagen in den USA erreicht werden, aktuell werden Projekte in Florida (15 Megawatt Leistung), Ohio (12 Megawatt) und Texas (16 Megawatt) realisiert. Ebenso sind große Windparks in den USA in Planung. Wind- und Solarenergie zusammen genommen, sollen in den nächsten Jahren Projekte mit einer Gesamtleistung von über 1.000 Megawatt gebaut werden.
Am 16. Oktober 2014 wurde bekanntgegeben, dass MVV Energie AG im Rahmen einer Kapitalerhöhung 63 % der Aktien des Unternehmens übernimmt, das durch deutlichen Umsatzrückgang und schwindendes Eigenkapital angeschlagen ist. Den beiden Unternehmensgründern Fred Jung und Matthias Willenbacher verblieben die übrigen 37 %. Sukzessive übernahm die MVV Energie AG auch die restlichen Anteile und besitzt nunmehr 100 % von Juwi.

### Unternehmenssitz

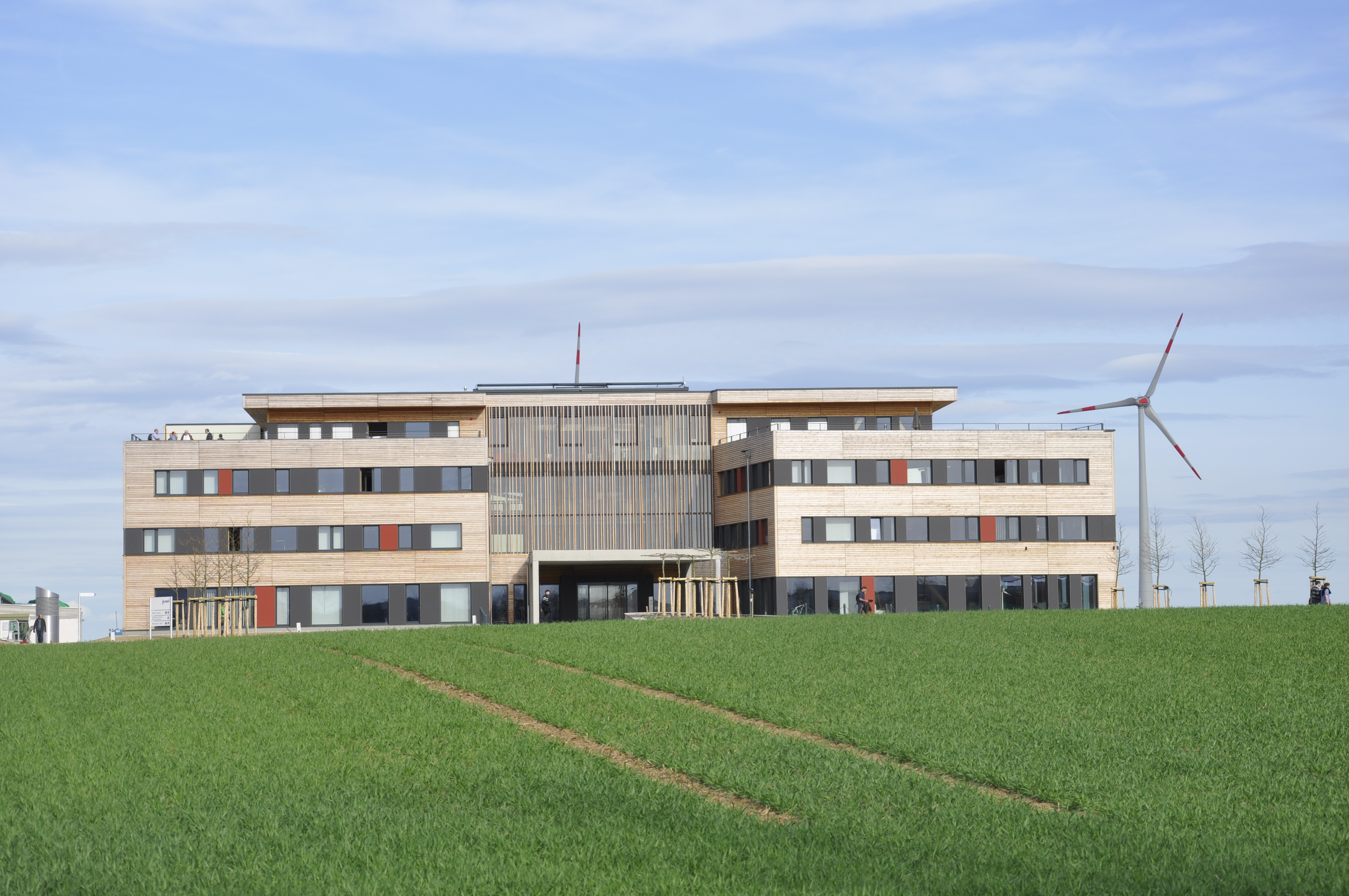
Unternehmenszentrale in Wörrstadt

Die Anfänge des Unternehmens waren zuerst in Bolanden und Mainz. Im Sommer 2008 hat Juwi den neuen Sitz im zwischen den beiden Städten liegenden Wörrstadt bezogen. Für das Gebäude mit 8500 m² Fläche auf sieben versetzten Etagen wurde Juwi 2008 mit dem Klimaschutzpreis der Deutschen Umwelthilfe ausgezeichnet. Mit verschiedenen Photovoltaikanlagen am und um das Gebäude – darunter auch der selbst entwickelte „Solarcarport“ zur Parkplatzüberdachung – produziert der Bürokomplex mit 220.000 kWh pro Jahr mehr Strom als er an Gesamtenergie (rund 200.000 kWh pro Jahr) verbraucht. Die Energiekosten betragen rund 2 Euro pro Quadratmeter pro Jahr. Das ist ein Zehntel eines heutigen Standardhauses.
Aufgrund der steigenden Mitarbeiterzahl erweiterte das Unternehmen den Firmensitz. Hierzu wurde der Mittelteil des Hauptsitzes hinter dem eigentlichen Haus gespiegelt errichtet. Das Gebäude wurde im August 2009 eröffnet. 2012 erfolgte die Erweiterung um ein drittes Gebäude, ebenfalls im Holzskeletbauweise errichtet.

## Projekte

### Solarenergie

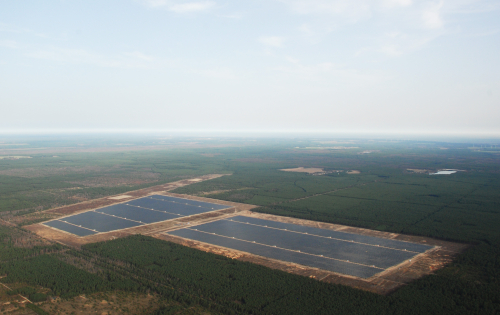
Der Solarpark Lieberose im November 2009

Juwi hat bisher rund 1.600 Solaranlagen realisiert, die eine Gesamtleistung von 2.200 Megawatt haben. Seit Mitte Oktober 2009 ist der Solarpark Lieberose in Deutschland voll am Netz, mit einer Gesamtleistung von rund 53 MW. Eine Erweiterung des Solarparks, für die 650 ha Wald gerodet werden sollten, wurde seitens der brandenburgischen Regierung abgelehnt. Weiteres Freiflächenprojekt ist auch der Solarpark Waldpolenz bei Leipzig, der mit einer Leistung von 40 Megawatt und einer Fläche von über 100 Hektar der viertgrößte der Welt ist. In Spanien, Italien, Frankreich, Griechenland, Tschechien, USA, Ruanda und Südkorea stehen weitere von Juwi projektierte Anlagen. Das Gesamtinvestitionsvolumen beläuft sich auf rund 2,2 Milliarden Euro.
Die mit Stand November 2016 größten Solaranlage des Unternehmens, den Solarpark Prieska, errichtete Juwi Ende 2016 in Südafrika. Er verfügt über eine Leistung von 86 MWp.

### Windenergie
Die mehr als 1.200 von Juwi projektierten Windkraftanlagen haben eine installierte Leistung von mehr als 2.800 MW und stehen an mehr als 200 nationalen und internationalen Standorten. In Costa Rica hat das Unternehmen mit 55 Anlagen und einer Leistung von 49,5 MW den größten Windpark Zentralamerikas errichtet. Der gemeinsam mit der Energieversorgung Offenbach betriebene Windpark Kirchberg (Hunsrück) ist mit 21 Windkraftanlagen und 53 MW der größte Windpark in Südwestdeutschland. Den größten Windpark der Firmengeschichte entwickelte das Unternehmen in Südafrika. Den Windpark Garob mit 145 Megawatt Leistung verkaufte JUWI an Enel Green Power RSA.

### Hybrid
Die Integration von Wind- und Solarenergie samt Batteriespeicher in bestehende Kraftwerksinfrastruktur von netzfernen (off-grid) energieintensiven Industrien, wie dem Rohstoffsektor, ist ein weiteres Standbein des Unternehmens. Vor allem in Australien und auf dem afrikanischen Kontinent hat juwi zahlreiche Projekte dieser Art umgesetzt, wie für die DeGrussa Kupfermine in Westaustralien (10,6 MW Solarpark plus 6 MW Batteriespeichersystem) oder die Sukari Goldmine in Ägypten (36 Megawatt Solarpark plus 7,5 Megawatt Batteriespeichersystem). Der Erneuerbare-Anteil an der Stromerzeugung reduziert den Kraftstoffverbrauch des bestehenden konventionellen (meist Diesel- oder Gas-Kraftwerks) und damit die Betriebskosten der Mine. Zudem senkt er den Carbon Footprint bei der Rohstoffgewinnung.

### Betriebsführung
Zu den Leistungen von JUWI gehört neben der Projektentwicklung auch die kaufmännische und technische Betriebsführung von Wind- und Solarenergieanlagen sowie Batteriespeichersystemen. Der Sitz der JUWI Leitwarte ist am Standort Wörrstadt. Von hier werden im 24/7 Betrieb mehr als 2.000 Megawatt Anlagenleistung allein in Deutschland fernüberwacht. Weltweit sind es rund 5.000 Megawatt Gesamtleistung.

### Bioenergie
Insgesamt hat Juwi sechs Biogasanlagen und vier Holzpelletieranlagen errichtet, die mit landwirtschaftlichen Rohstoffen (z. B. Mais) beliefert werden. Im Zuge der Neuausrichtung in den Jahren 2014 und 2015 hat Juwi sich von seinem Bioenergiegeschäft getrennt.

## Energieparks

### Morbacher Energielandschaft

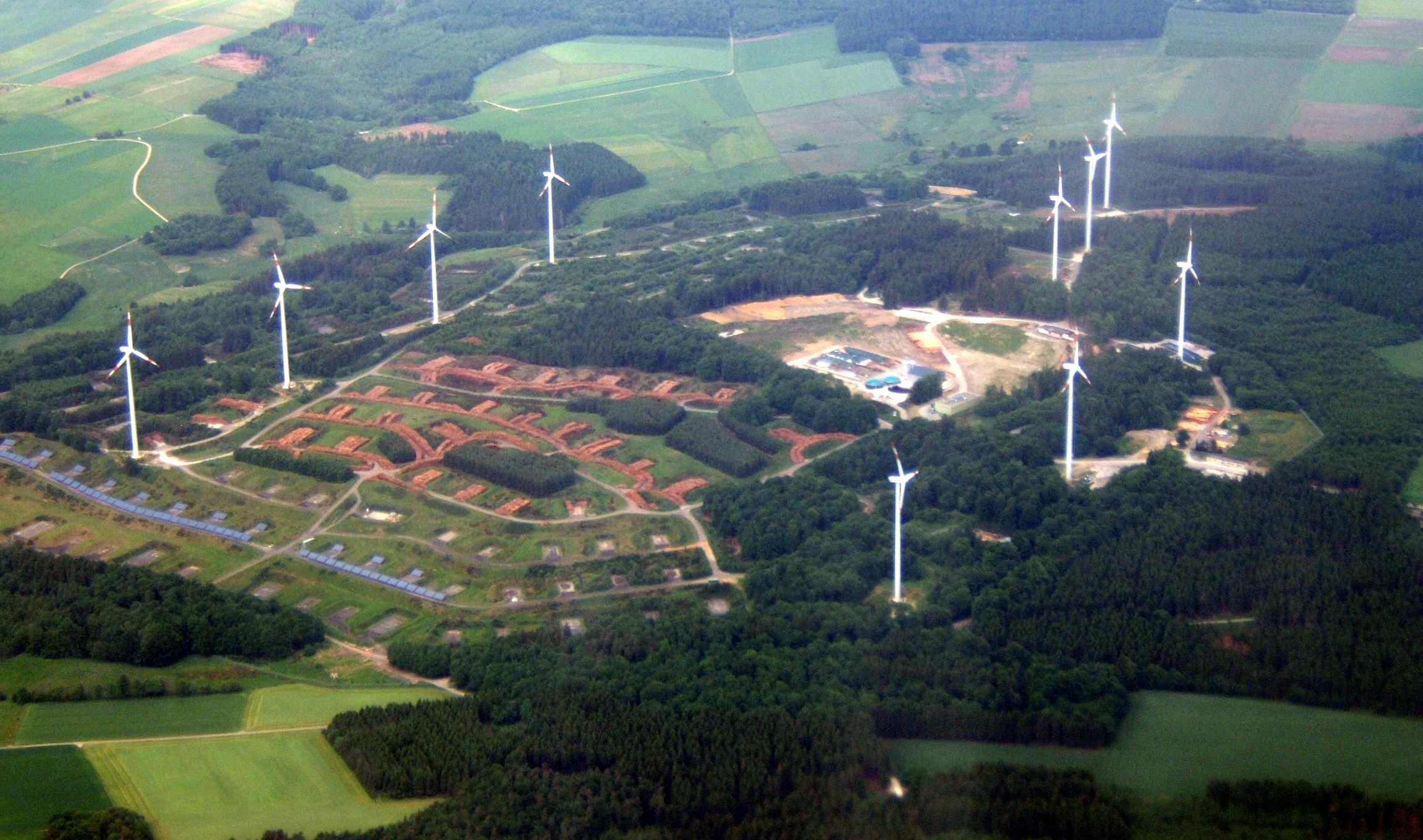
Morbacher Energielandschaft

Zu den besonders beachteten Projekten der Juwi-Gruppe zählt die Energielandschaft Morbach im Hunsrück, wo Wind-, Solar- und Bioenergieprojekte in enger Zusammenarbeit mit der Gemeinde Morbach realisiert wurden. Für die Energielandschaft erhielten die Juwi-Gruppe und die Gemeinde Morbach 2007 den Deutschen Solarpreis. Im März 2011 ging dort die erste Windgas-Testanlage in Deutschland in Betrieb.

### Energiepark Wörrstadt

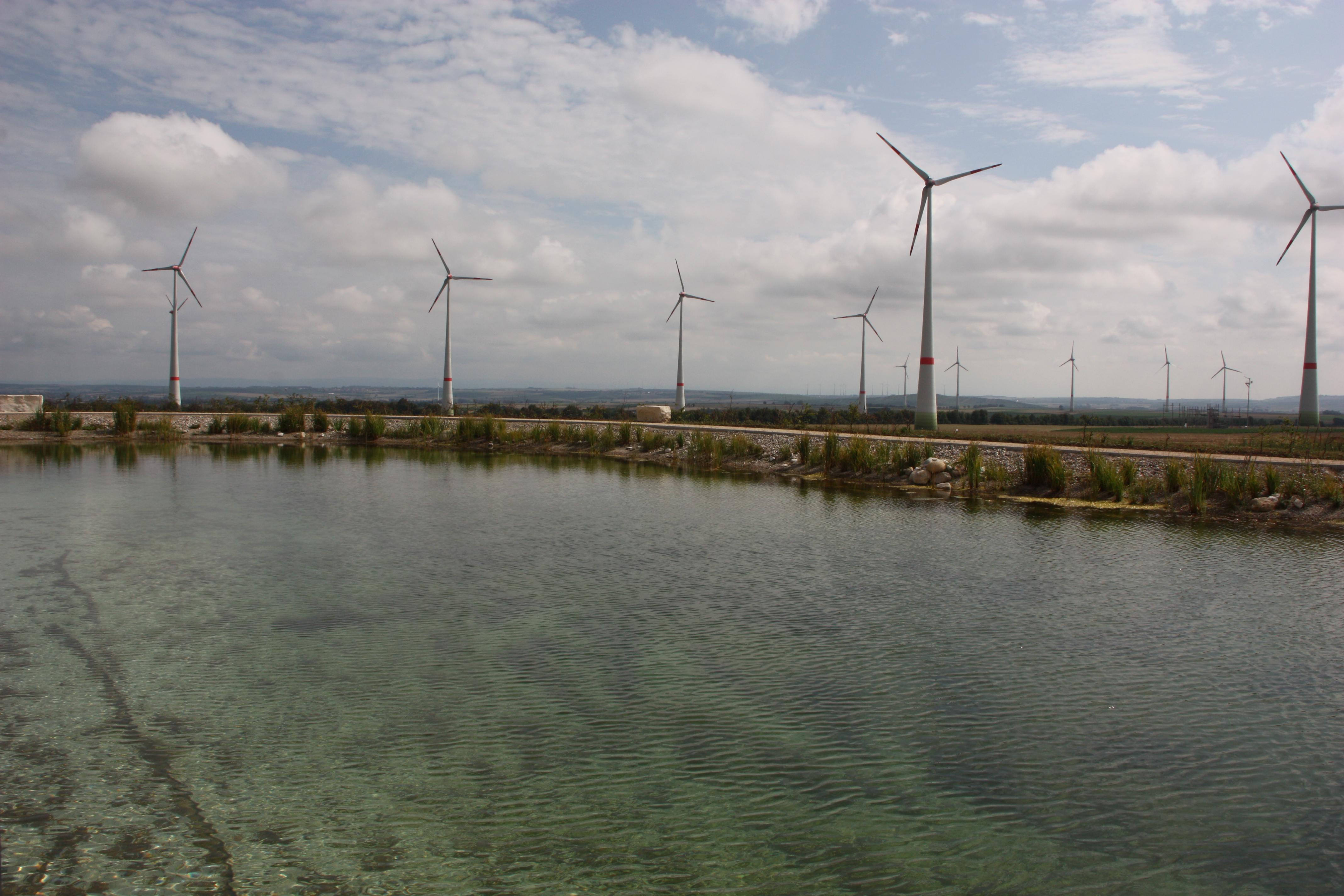
Juwi-Windpark in Wörrstadt

Am Unternehmenssitz in Wörrstadt wurde 2009 ein Windpark mit zunächst fünf Windkraftanlagen (Jahresleistung rund 30 Millionen Kilowattstunden) und ein Solarpark (Jahresleistung rund 5,6 Millionen Kilowattstunden) errichtet. Der Windpark wurde 2011 um weitere fünf Windkraftanlagen ergänzt, 2012 folgten zwölf weitere Windkraftanlagen, verteilt auf die Gemarkungen von Schornsheim, Gabsheim und Wörrstadt. Die Leistung beträgt insgesamt ca. 55,5 Megawatt, wodurch ca. 150 Mio. Kilowattstunden pro Jahr produziert werden können, entsprechend dem Jahresverbrauch von ca. 43.000 Haushalten.

## Filme
Das Unternehmen Juwi und sein Gründer Matthias Willenbacher werden in Carl-A. Fechners Film „Die 4. Revolution – Energy Autonomy“ vorgestellt. Der Film will mit seinen Protagonisten – prominente Umweltaktivisten, Nobelpreisträger, innovative Unternehmer und Politiker – beweisen, dass der Umstieg auf 100 % erneuerbare Energien innerhalb der nächsten 30 Jahre möglich ist. Das Unternehmen war einer der Hauptfinanzierer des Films.

## Stiftung
Die beiden Unternehmensgründer Matthias Willenbacher und Fred Jung haben die 100-Prozent-Erneuerbar-Stiftung ins Leben gerufen. Stiftungszweck ist die Förderung des Umweltschutzes durch den Ausbau von erneuerbaren Energien. Die Stiftung hat sich auf die Themenbereiche regionale Energiekonzepte, Bürgerenergie sowie Akzeptanz für die Energiewende spezialisiert.